# Olešná (okres Čadca)
Olešná je obec na Slovensku v regionu Kysuce v okrese Čadca.

## Historie
První písemná zmínka o obci pochází z roku 1619.

## Geografie
Obec leží ve výšce 480 m n. m. a její katastr má výměru 19,773 km². K 31. prosinci roku 2020 měla obec 1 910 obyvatel.

## Osobnosti
Štěpán Jaroš (1919–1944), palubní radiotelegrafista 311. československé bombardovací perutě RAF